# Акдалинский сельский округ

Акдалинский сельский округ— административная единица в составе Балхашского района Алматинской области. Административный центр — Акдала.
Площадь 16 882 Га.
Аким Акдалинского сельского округа - Нарбаев Нурбол Акылбекович

## Административное деление
| населённый пункт | площадь  | код КАТО        |
| ---------------- | -------- | --------------- |
| с. Акдала        | 267.3482 | kz.19.36.33.100 |
| кр.хоз Алияр     |          | kz.19.36.33.106 |
| Аэропорт         |          | kz.19.36.33.111 |
| кр.хоз Ерлан     |          | kz.19.36.33.119 |
| кр.хоз Рассвет   |          | kz.19.36.33.127 |

## География
С севера и востока округ граничит с Берекенским С.О. на юге Баканаским С.О. На Западе маленький участок границы с Аккольским С.О. Выхода к речке Или не имеет.

## Сельское хозяйство
Сельскохозяйственный земли - 5 640 Га.
Луга - 4591 Га.
Пастбища - 10 227 Га.

## Бюджет
На 2023 год .
- Доходы - 40594 тыс.тенге.
- Налоговые поступления - 7041 тыс.тенге.
- Подоходный налог - 190 000 тенге

## Культура
7 апреля 2023 г. команда Жайдарман села Акдала приняла участие в районных соревнованиях и заняла призовое второе место.

## Примечание
Экономический паспорт